# Ашировское сельское поселение
Аши́ровское се́льское поселе́ние — муниципальное образование в Кунашакском районе Челябинской области Российской Федерации. В рамках административно-территориального устройства муниципальное образование  соответствует административно-территориальной единице Ашировский сельсовет.
Административный центр — село Аширово.

## История
Название д Аширово от арабского слова *Ашр (Гашр) что в переводе означает - десять. Аширово означает десятый. Статус и границы сельского поселения установлены Законом Челябинской области от 12 ноября 2004 года № 288-ЗО «О статусе и границах Кунашакского муниципального района и сельских поселений в его составе Закон Челябинской области от 12 ноября 2004 года № 288-ЗО «О статусе и границах Кунашакского муниципального района и сельских поселений в его составе»

## Население
| 2002 | 2010 | 2011 | 2012 | 2013 | 2014 | 2015 |
| ---- | ---- | ---- | ---- | ---- | ---- | ---- |
| 652  | ↘537 | ↘536 | ↘526 | ↗543 | ↗547 | ↘518 |
| 2016 | 2017 | 2018 | 2019 | 2020 | 2021 |      |
| ↘511 | ↘496 | →496 | ↘475 | ↘464 | ↘288 |      |

## Состав сельского поселения
| № | Населённый пункт | Тип населённого пункта       | Население |
| - | ---------------- | ---------------------------- | --------- |
| 1 | Алифкулова       | деревня                      | ↘100      |
| 2 | Аширово          | село, административный центр | ↘243      |
| 3 | Махмутова        | деревня                      | ↘194      |